# Typer af likør
Der findes mange typer af likør.

## Chokoladelikør
- Ashanti Gold
- Godiva (likør) (med mørk eller hvid chokolade og cappuccino)
- Vermeer

## Kaffelikør
- Kahlúa
- Tia Maria
- Sheridan's
- Starbucks Cream Liqueur
- Starbucks Coffee Liqueur

## Flødelikør
- Amarula
- Baileys Irish Cream
- Drumgray Highland Cream Liqueur
- Ponche Caribe
- Ponche Crema
- Ponche Diva
- Ponche Kuba
- Saint Brendan's
- Vermeer

## Cremelikør
- Creme de Banane
- Creme de Cacao
- Creme de cassis
- Creme de Cerise
- Creme de Menthe
- Creme de Noyaux
- Creme de Rose
- Creme de Violette

## Frugtlikør
- Cointreau (appelsin)
- Curaçao (laraha)
- Destinee (tropiske frugter)
- Grand Marnier (appelsin)
- Hpnotiq (tropiske frugter)
- Limoncello (citron)
- Midori (melon)
- Banan Likør fx Pisang Ambon eller Bols Banan (Ikke så udbredt mere men fås også i versioner med moste bananer)
- Triple sec (appelsin)

### Likør med bær
- Cherry Heering (kirsebær)
- Chambord (hindbær)
- Maraschino (kirsebær)
- Prunelle (blomme)
- Sloe gin

## Likør med anis
- Absint – Schweiz
- Aguardiente – Colombia
- Anis del Toro – Spanien
- Anisette – Frankrig
- Arak – Libanon/Syrien/Jordan
- Galliano – Italien
- Herbsaint – USA
- Mastica – Bulgarien
- Oghi – Armenien
- Ouzo – Grækenland
- Pastis – Frankrig
- Patxaran – Spanien
- Raki – Tyrkiet
- Sambuca – Italien
- Tsipouro – Grækenland
- Xtabentún – Mexico

### Likør med urter
- Amaro
- Becherovka
- Beirão
- Benedictine
- Canton
- Chartreuse
- Goldschläger
- Goldwasser
- Jägermeister
- Krupnik
- Kümmel
- Metaxa
- Strega

## Likør med nøddesmag
- Amaretto
- Frangelico
- Nocello
- Nocino

## Andre typer af likør
- Advocaat
- Aftershock
- Baczewski
- Bärenjäger
- Cynar
- Damiana
- Drambuie
- Glayva
- Highland Mist
- Izarra
- Patxaran
- Pernod
- Rock and rye
- Rumpleminze
- Sabra liqueur
- Salmiakki Koskenkorva (Salmiakkikossu)
- Southern Comfort
- Tsipouro
- Wallace Liqueur
- Yukon Jack